# 패리스 힐튼
패리스 힐튼(영어: Paris Hilton, 1981년 2월 17일 ~ )은 미국의 방송인, 사업가, 가수, 모델, 사교계 명사이다. 패리스는 콘래드 힐튼(힐튼 호텔의 창립자)의 증손녀이다. 미국 뉴욕에서 태어나 뉴욕과 캘리포니아주를 오가며 자랐고, 10대 때부터 도널드 트럼프의 모델 에이전시 T 매니저먼트와 계약을 해 모델 일을 시작했다.

## 생애
패리스는 어렸을 때 자선 행사에 처음으로 모델 일을 시작했다. 19살때는 도널드 트럼프의 모델 에이전시 T 매니저먼트와 계약을 했다. 이후 인기를 얻고 《엘르》, 《맥심》과 같은 유명 잡지의 표지 모델을 장식했다. 2001년에는 《쥬랜더》에 카메오로 출연하며 배우로 데뷔했다. 동생은 니키 힐튼이다.
2010년 9월 21일 패리스는 마약 소지죄로 인해 일본으로 입국할 수 없어 도쿄도 롯폰기의 패션 이벤트를 참석하지 못하였다.

## 작품 목록

### 자서전
- 패리스 힐튼 다이어리 (원제:Confessions of an heiress, 2005년) ISBN 89-91141-23-4

### 음반
- Paris (2006)